# Valentin Munteanu
Valentin Munteanu (n. 24 octombrie 1989, Galați, România) este un fotbalist român, care joacă pe post de mijlocaș la CSM Deva în Liga a III-a.